# Agstafa (řeka)
Agstafa nebo též Agstev (arménsky Աղստև, ázerbájdžánsky Ağstafaçay) je řeka v Arménii a v Ázerbájdžánu. Je dlouhá 121 km. Povodí má rozlohu 2500 km².

## Průběh toku
Pramení na svazích Pambackého hřbetu. Na horním toku teče v úzké lesnaté soutěsce, která se mírně rozšiřuje u města Diližan. Na dolním toku je dolina širší. Je pravým přítokem Kury.

## Využití
Voda se využívá na zavlažování vinohradů. Leží na ní města Agstafa, Gazach a Idževan.